# Marhanets
Marhanets (tiếng Ukraina: Марганець) là một thành phố của Ukraina. Thành phố này thuộc tỉnh Dnipropetrovsk. Thành phố này có diện tích ? km2, dân số theo điều tra dân số năm 2001 là 49592 người.